# Państwowe Muzeum Historii Politycznej Rosji

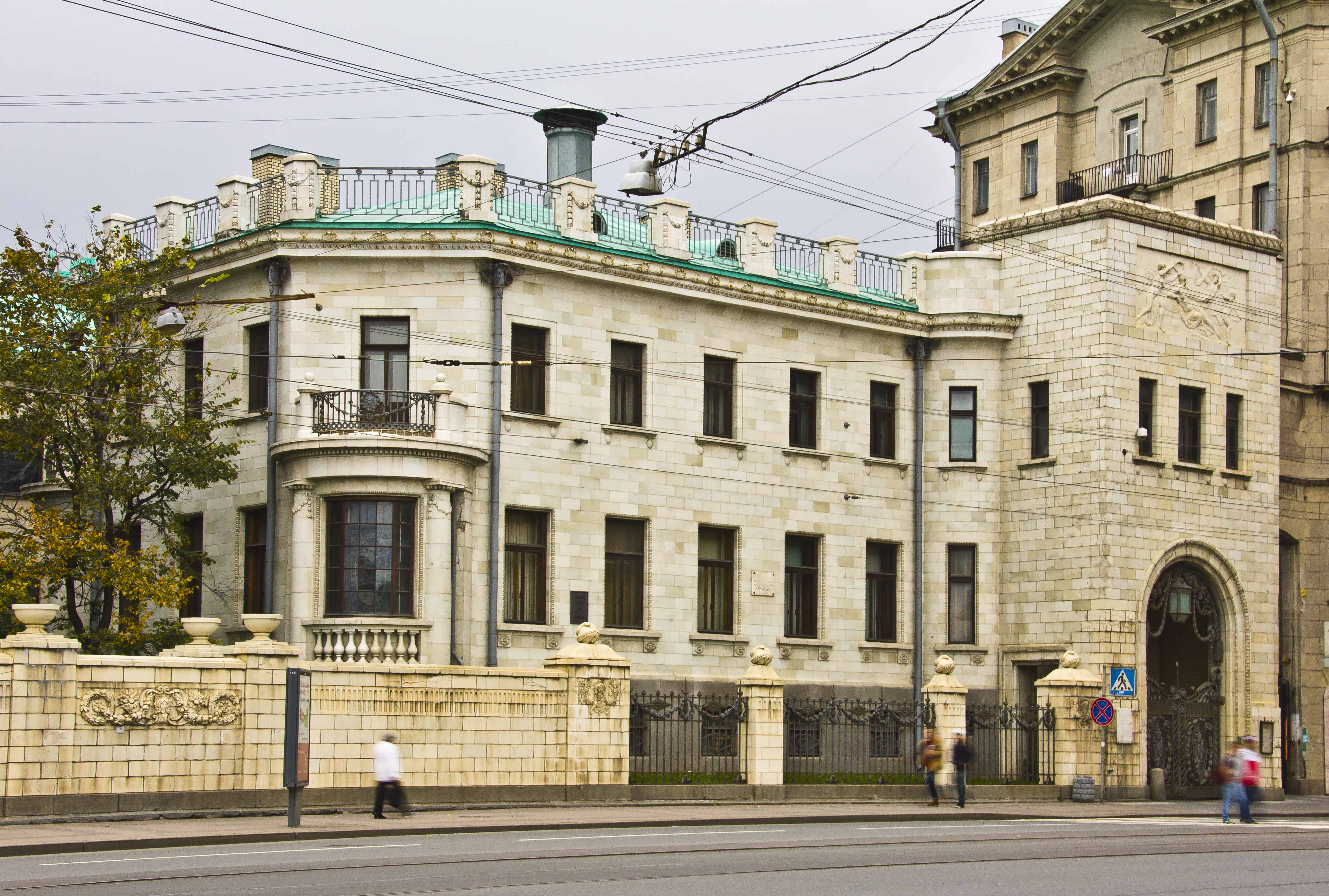
Zdjęcie filii muzeum

Państwowe Muzeum Historii Politycznej Rosji, ros. Государственный музей политической истории России – muzeum w Petersburgu poświęcone historii politycznej Rosji od końca XVIII wieku. Główną siedzibą placówki jest willa Matyldy Krzesińskiej.

## Filie muzeum
- ul. Gorochowaja 2
- ul. Bołotynaja 13
- Katyń
- Miednoje